# Gustav Nosek
Gustav Nosek, jiný tvar jména Augustin Nosek (15. července 1887 Plzeň – 1. února 1974 Cheb) byl český loutkář, řezbář a loutkoherec.

## Biografie
Gustav Nosek se narodil do kulturního prostředí plzeňské řezbářské rodiny Nosků. Od dětství miloval loutkové divadlo. Lásku k němu do rodiny přinesl jeho dědeček František, zručný řezbář, který Gustava učil základům řezbářské zručnosti. Na přání otce Dominika se začal v roce 1901 učit u plzeňského řezbáře Brože. Po vyučení jako tovaryš vandroval do Vídně a Německa. V Augsburgu působil jako loutkoherec v pimprlovém divadle českého spolku Včela. Po návratu do Plzně pracoval v modelárně Škodových závodů.
Až do konce války pobýval v Budapešti, v roce 1919 byl nasazen do bojů proti Maďarům na jižním Slovensku. Po návratu do Plzně pracoval znovu ve firmě Škoda jako modelář. Počátkem 20. let ho pozval ke spolupráci s loutkovým divadlem Feriálních osad jeho přední představitel, Josef Skupa. Nosek tam působil jako řezbář, jevištní mistr a vodič loutek. Vytvářel technologicky nové typy loutek – loutky s novým zavěšením – bez drátu v hlavě. Když divadlo získalo loutkářskou licenci, Nosek opustil místo ve Škodových závodech a stal se jevištním mistrem a profesionálním loutkářem. Jejich spolupráce trvala až do roku 1939, kdy Nosek odešel na odpočinek.
Od roku 1919 využíval divadlo Feriálních osad pro svá představení komickou loutku Spejbla, jejím duchovním otcem byl Josef Skupa a autorem Gustavův strýc Karel Nosek (1850–1933). Pro tuto populární figurku vytvořil Gustav Nosek postavičku aktivního protihráče – Hurvínka, který byl specifický upevněním očí, mohl je obrátit v sloup. Figurka se oficiálně představila divákům přímo při představení 2. května 1926. Za celý svůj život vytvořil Gustav Nosek pro loutkové divadlo Josefa Skupy více než 650 nejrůznějších loutek, např. Kukuřičňáka Duhu, chasníka Kubu nebo Švejka a feldkuráta Katze. V roce 1930 vyřezal loutku Máničky a podle Trnkova návrhu psa Žeryka, kterého také mluvil a vodil.
V roce 1939 z divadla odešel, období války prožil celé v Plzni. V roce 1946 se odstěhoval za synem do Svatavy u Sokolova, kde vybudoval loutkové divadlo se Spejblem a Hurvínkem, které však bylo po roce 1948 komunisty zničeno a Noskovi byla znemožněna další činnost.
V roce 1960 již Gustav Nosek žil v Chebu, kde pomáhal v Městské loutkové scéně tzv. Myšárně, pro kterou opět vyráběl loutky. Mezi ně patřila například hmyzí kapela do hry Hurvínek mezi broučky.
Zemřel 1. února 1974 v Chebu.

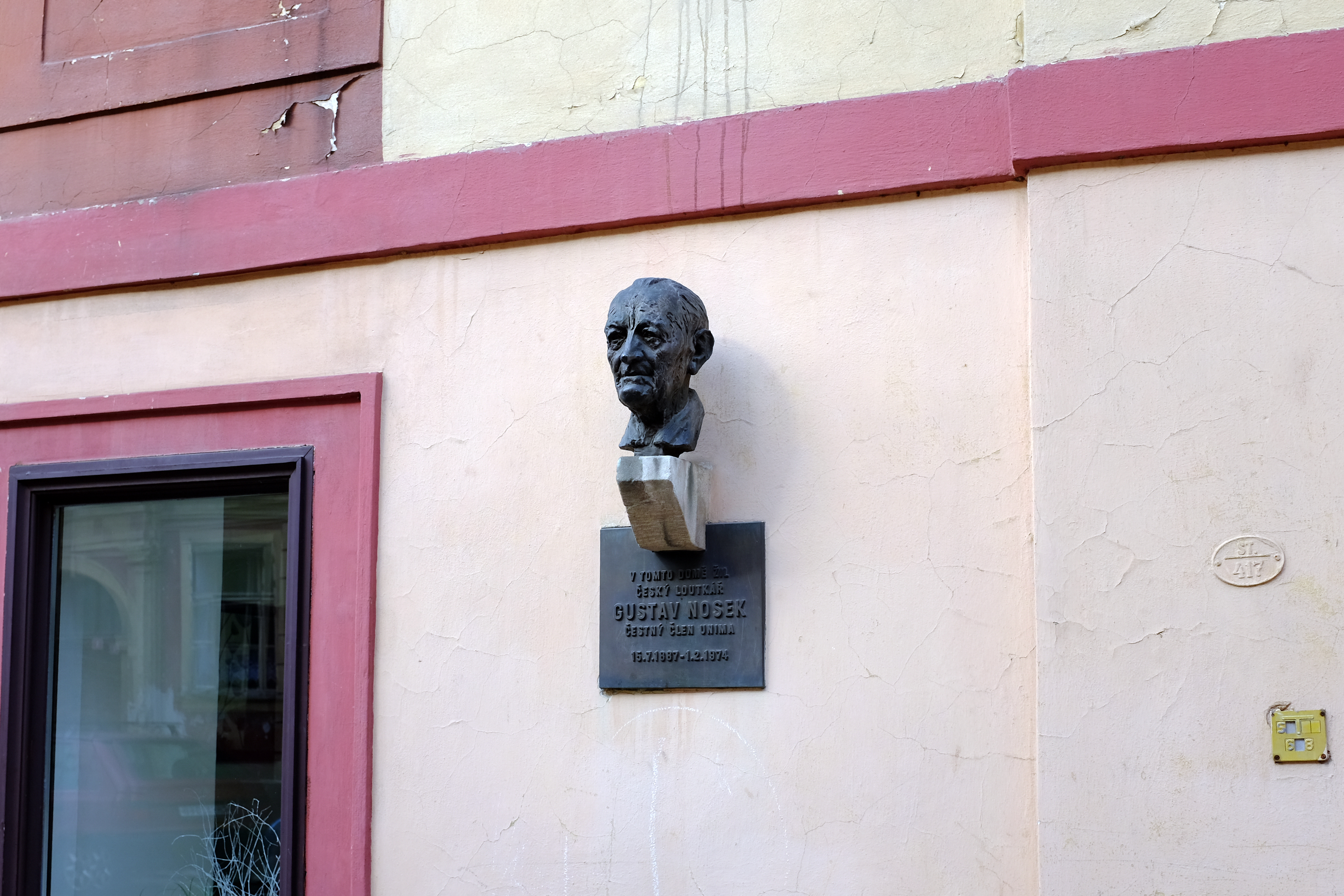
Busta Gustava Noska od Milana Váchy

V roce 1986 vytvořil sochař Milan Vácha bustu Gustava Noska, která byla odhalena 17. září 1988 v Chebu, Dlouhá ulice 417/5, kde Nosek žil.